# Favolaschia cyatheae
Favolaschia cyatheae es una especie de hongos basidiomicetos de la familia Mycenaceae, orden  Agaricales.